# Тамарський Юрій Хомич

Юрій Тамарський (ліворуч), Іван Кедрин, Іван Цапко

Ю́рій Хоми́ч Тама́рський (30 березня 1903, с. Чернятин на Поділлі — †23 січня 1987, Нью-Джерсі, США)  — український кінооператор, сотник Армії УНР.
Навчався у Київському комерційному інституті й Одеському кінотехнікумі. Працював на Київських та Одеських кіностудіях.

## Кінодоробок
Зняв в Україні фільми: «Млин на узліссі» (1927), «Тамілла» (1927, у співавт.), «Джальма» (1928, у співавт.), «Нариси радянського міста» (1929), «Село Веселе» (1929), «Контакт» (1930, у співавт.), «Мірабо» (1930, у співавт.), «Останній порт» (1934), «Визволення» (1940, у співавт.).
Емігрував з України 1943 р. Жив деякий час у Бразилії, де створив у Сан-Паулу документальний фільм «Місто, що веде». За цю стрічку він отримав грошову винагороду та диплом від уряду міста. Працював для Бразильського уряду, на замовлення якого зняв фільми «Сальвадор», «Ріо де Женейро» та «Бразилія», — останній набув широкої популярності. Згодом жив у США, де зняв фільм «Шевченко у Вашингтоні» у співавторстві зі Славком Навицьким (1965). Збереглися хронікальні кадри, де Ю. Тамарський знімає у Харкові фільм «Столиця України» (див.: «Кіножурнал», 1929, № 37/132).

## Громадське життя
Брав активну участь в житті української діаспори США. У 1960-х роках неодноразово обирався до Управи Нью-Йоркського відділу ОбВУА (Організація бувших Вояків Українців Америки). Член УНС та УВК. Працівник Українського Військово-Історичного Інституту.